# بيل كلارك (لاعب كرة سلة)
بيل كلارك (15 أبريل 1988 بريدوندو بيتش في الولايات المتحدة - ) (بالإنجليزية: Bill Clark)‏ هو لاعب كرة سلة أمريكي في مركز هجوم صغير الجسم. لعب مع بي سي إم جرافيلين.

## وصلات خارجية
- بيل كلارك على موقع كرة السلة الأوروبية.كوم (الإنجليزية)
- بيل كلارك على موقع DraftExpress.com (الإنجليزية)
- بيل كلارك على موقع كلية كرة السلة في سبورتس رفرنس.كوم (الإنجليزية)
- بيل كلارك على موقع ريلجم (الإنجليزية)
- بيل كلارك على موقع بروبوليرز (الإنجليزية)